# Chrostosoma halli
Chrostosoma halli là một loài bướm đêm thuộc phân họ Arctiinae, họ Erebidae.